# وندی تستابرگر
وندی تستابرگر (به انگلیسی: Wendy Testaburger) یکی از شخصیت‌های انیمیشن سریالی بزرگسالانهٔ ساوت پارک می‌باشد. وی شخصیت مؤنث اصلی این سریال است و با دوست‌پسرش استن مارش یک رابطهٔ بالا و پایین‌دار دارد. وندی که از بیشتر کودکان هم‌سن خود باهوش‌تر و پخته‌تر است، دم از کنشگری، محیط زیست‌گرایی و فمینیسم می‌زند.